# 新居歩美
新居 歩美（にい あゆみ、2003年（平成15年）6月28日 - ）は、日本のアイドル、ドラマチックレコードのメンバー。香川県高松市出身。

## 略歴
2020年
- 7月26日：LIVE PLANET総合オーディション2020に合格し、アキシブprojectに加入。アイドル活動開始するタイミングで香川県より上京。

2021年
- 7月11日：代アニライブステーションにて初めての生誕祭を開催。
- 10月：週刊プレイボーイ 集英社 - グラビア掲載
- 11月：夕刊フジ 産経新聞社 - グラビア掲載
- 12月：FLASH 光文社 - グラビア掲載
- 12月：週刊プレイボーイ主催のグラジャパ！アワードにて2021年ベストブックカバー賞受賞。

2022年
- 3月：FLASH 光文社 - グラビア掲載
- 5月：週刊プレイボーイ 集英社 - グラビア掲載
- 8月17日：現体制終了ライブをもってアキシブprojectを卒業。
- 10月18日：ドラマチックレコードのメンバーとしてデビュー。

2023年
- 5月3日 - ：FM815(FM高松)にて、毎週水曜23:00-23:30、『新居歩美の番台さんラジオ ~あゆちが好き勝手ぬくぬくするラジオ~』のレギュラーパーソナリティを務める。
- 9月：アイドルWEBマガジンガラスガールにて新居歩美コラム「#あゆちのあたまの中」の連載がスタート。

2024年
- 1月：ドラマチックレコードとして初のCDシングル「君はソナチネ」を全国発売。
- 1月〜4月：2024年7大都市ツアー『ドマはじめちゃおっツアー2024』を開催（大阪/福岡/神奈川/名古屋/仙台/東京/札幌）
- 2月：ENTAME SPOTLIGHT Vol.2 徳間書店 - グラビア掲載
- 4月22日：新宿BLAZEにてドラマチックレコード『ドマはじめちゃおっツアー2024』ツアーファイナルを開催し、ステージ装飾プロデュースやステージ演出の一部を新居が担当。
- 5月：週刊ヤングマガジン 講談社 - グラビア掲載
- 6月：関西コレクションが展開するリアルイベントGAKUSEI RUNWAY(学生ランウェイ) なんばHatchにゲスト出演
- 6月：ENTAME（月刊エンタメ） 徳間書店  - お笑い大好きアイドルSP座談会記事掲載（AMEFURASSHI 小島はな、ラフ×ラフ齋藤有紗と3人での座談会が掲載）
- 7月：自身の生誕祭ライブを渋谷ストリームホールにて開催。イベント、演出のトータルプロデュースの他に自身で作詞作曲した初のソロ曲「朱夏は微熱」を披露
- 9月：ラフ×ラフ 公式YouTubeチャンネルにて開催された「第一回アイドル天下一武道会！」（MC/審査員 東京ホテイソン/佐久間宣行）にドラマチックレコード小野莉々と出演。優勝し初代大喜利最強グループを受賞する
- 10月：FLASH 光文社 - グラビア掲載
- 10月28日：ドラマチックレコード2周年記念公演 「居場所はここ、ドラマな場所」をSpotify O-EASTにて開催しチケットSOLDOUT。この公演も演出の一部を担当。

2025年
- 2月17日：「ラフ×ラフpresents『アイドル天下一大喜利武道会』」ヒューリックホール東京に出演し新居歩美擁するドラマチックレコードが優勝する。
- 3月：YouTubeチャンネル「佐久間宣行のNOBROCK TV」の動画に大喜利が強すぎるアイドルとして出演し、大喜利の強さで話題となる[1][2]。

## 人物
家族構成は父、母、妹。好きな色は、赤、白、水色。愛猫家で、猫の「ゆず」と暮らしている。アイドルへの理想像やこだわりが非常に強くバージンヘアで、ピアスも今まで一度もしていない。
お笑い好きであり、2024年には152現場のお笑いライブに足を運んでいる。自らの芸歴について、「神保町で言うところの10億円や定点計画と同じ。センチネルと結成年は同じ。」と語っている。お笑い好きになったのはアイドルになってからであり、先に上京していたお笑い好きの先輩に劇場に連れて行ってくれたことがきっかけである。
特技は「50音のどれを言われてもその文字から始まる芸人さんの名前を答えられる」こと。
グループにはリーダー制を取ってはいないがMCポジションを担ってる。
アイドルになったきっかけはでんぱ組.incで、推しメンは夢眠ねむ。

## 出演

### ラジオ
- 新居歩美の番台さんラジオ（2023年5月3日 - 、FM高松） - パーソナリティ

## 作品

### 写真集
- 新居歩美写真集「flip」（2025年4月14日、集英社） ※デジタル限定[2][5]

### 連載
- ドラマチックレコード・新居歩美の極私的アイドル論（WEBメディア「Newsクランチ!」、2025年7月10日 - ）[6]